# Hoa lợi

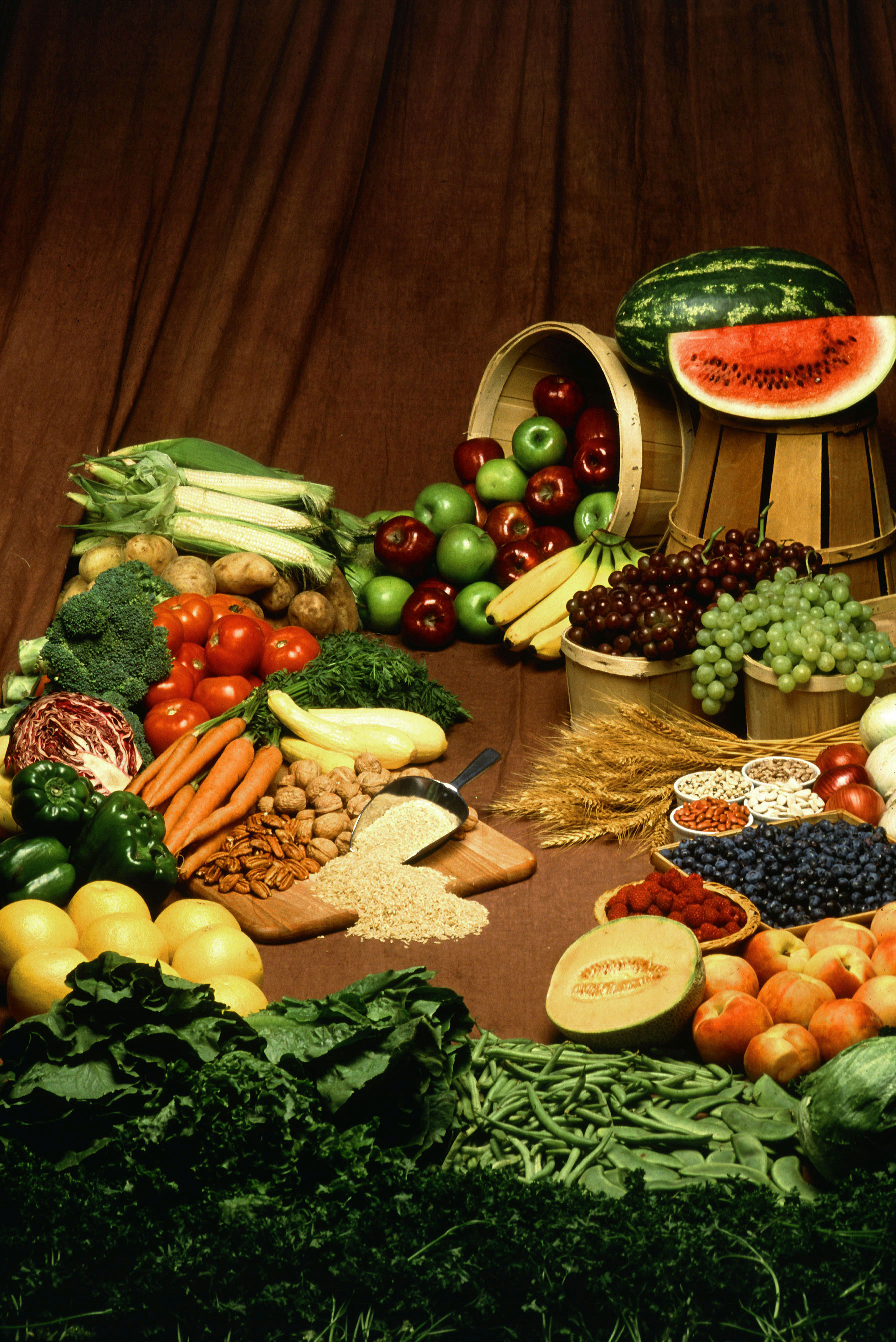
Hoa lợi thu được từ cây trồng

Hoa lợi hay sản lượng nông nghiệp là các sản vật tự nhiên do tài sản mang lại, là thành quả thu hoạch được từ sự tác động trực tiếp của con người lên tài sản đó nhằm thúc đẩy việc sản sinh lọi ích vật chất của tài sản, phù hợp với các quy luật tự nhiên như mùa màng, thời tiết.... nó không đơn thuần chỉ về sản lượng nông nghiệp thu được trên một đơn vị diện tích mà nó còn chỉ những sản lượng dự kiến thu được do gieo trồng trong vụ mùa tiếp theo. Đây là những vật có giá trị tiền tệ do tài sản sinh ra (tài sản gốc).

## Pháp lý
Về mặt pháp lý, ở Pháp có học thuyết pháp lý cho rằng mối qua hệ giữa hoa lợi và tài sản gốc là mối quan hệ giữa vật chính và vật phụ. Hoa lợi có thể được tiêu dùng hoặc được tích lũy và trở thành tài sản đầu tư hoặc tài sản gốc mới, đến lượt mình, cũng sinh lợi. Chỉ được gọi là hoa lợi, lợi tức nhũng tài sản sinh ra từ tài sản gốc mà không làm giảm sút (nhận thấy được) chất liệu của tài sản gốc. Một tài sản có thể được gọi là hoa lợi trong một quan hệ và là sản phẩm trong một quan hệ khác. Ví dụ như vườn cây ăn trái nếu trái cây được thu hoạch thì gọi là hoa lợi nhưng nếu hạ cây xuống lấy gỗ thì gọi là sản phẩm vì tài sản gốc không còn và không thể cho thu hoặc vụ trái cây tiếp theo.
Ở Việt Nam, pháp luật có quy định các khoản tiền thu được từ việc cho thuê nhà trong thời kỳ hôn nhân là hoa lợi, là thu nhập hợp pháp thuộc tài sản chung của vợ chồng và vợ, chồng có quyền và nghĩa vụ ngang nhau trong việc chiếm hữu, sử dụng, định đoạt tài sản chung.